# Trechnites aligarhensis
Trechnites aligarhensis är en stekelart som beskrevs av Hayat, Alam och Agarwal 1975. Trechnites aligarhensis ingår i släktet Trechnites och familjen sköldlussteklar. Inga underarter finns listade i Catalogue of Life.